# Eden Rocks
Die Eden Rocks sind zwei Rifffelsen in der Gruppe der Joinville-Inseln vor der Nordspitze der Antarktischen Halbinsel. Sie liegen unmittelbar vor dem östlichen Ende von Dundee Island.
Der britische Polarforscher James Clark Ross berichtete über eine Insel, die er während seiner Antarktisexpedition (1839–1843) hier am 30. Dezember 1842 entdeckt hatte. Er benannte sie als Eden Island nach Kapitän (später Admiral) Charles Eden (1808–1878) von der Royal Navy. Nach Vermessungen durch den Falkland Islands Dependencies Survey im Jahr 1953 wurde Ross’ Entdeckung als die hier beschriebenen Rifffelsen identifiziert und die Benennung entsprechend angepasst.